# Hellblade: Senua's Sacrifice
Hellblade: Senua's Sacrifice é um jogo eletrônico de ação e aventura desenvolvido e publicado pelo estúdio britânico Ninja Theory para Xbox One, Windows PC, PlayStation 4 e Nintendo Switch. Hellblade foi anunciado com um video numa das conferencias da Sony durante a gamescom em agosto de 2014 e foi lançado para 8 de agosto de 2017. É descrito pelo produtor como um jogo “AAA independente”. O jogo mistura conceitos e jogabilidades variados indo de resolver quebra cabeças integrados aos cenários do jogo, terror psicológico e momentos de combate corpo a corpo.

## Sinopse
Senua, a protagonista de Hellblade: Senua's Sacrifice, é uma guerreira picta traumatizada depois de uma invasão viquingue. Como consequência do ataque, sua psicose se agrava. A história, baseada na mitologia nórdica e mitologia celta, foca-se em Senua, sobre a viagem que ela embarca para o submundo de Helheim, para salvar a alma de seu amado (Dilion), nessa viagem Senua encontrará e enfrentará seu passados e seus traumas, consequentemente lidando com eles.

## Desenvolvimento
Segundo a Ninja Theory, o video mostrado durante a apresentação do jogo na gamescom em agosto de 2014 é apenas “a ponta do icebergue”, isto porque ainda está numa fase muito primária de produção. A decisão de revelar o jogo numa fase tão primária é por quererem fazer crónicas de produção e torná-las públicas desde o seu inicio. “Normalmente o que acontece é a produção ser fechada e escondida do público, alimentando os jogadores cuidadosamente com poucos detalhes. Queremos fazer o oposto”, afirmou o estúdio. Também é referido que apesar do baixo orçamento, é até à data o jogo mais ambicioso da Ninja Theory.
A produtora chama a Hellblade como um jogo “AAA independente”, em que eles pretendem produzir e publicar independentemente mas com toda a qualidade igual à de qualquer jogo AAA do mercado. De acordo com a produtora, nos passados 14 anos conseguiram desenvolver três grandes forças que definem os seus jogos: combate de classe-ninja, personagens de história fortes e uma arte visual única. Em Hellblade, a Ninja Theory quer juntar essas três forças e subi-las um nível. o jogo será uma experiência focada em dar uma personagem profunda num mundo contorcido com um combate mortal e descomprometido.
Hugues Giboire, director de arte do jogo Heavenly Sword, regressa para este jogo. Foi anunciada uma versão Microsoft Windows em Janeiro de 2015. A Ninja Theory referiu que estão a considerar a resolução 4K e suporte para mods na versão Windows.
Hellblade foi produzido por 15 pessoas da Ninja Theory desde Setembro de 2015. De acordo com a equipe, a produção do jogo começou “de novo” e algumas das ideias originais foram colocadas de lado. O titulo oficial do jogo, Hellblade: Senua's Sacrifice, foi revelado em março de 2016.

### Música
A música foi composta por Andy LaPlegua, fundador da banda Combichrist. De acordo com o director criativo, Tameem Antoniades, a música de LaPlegua encaixa bem no jogo porque é “agressiva, tribal, escura e contemporânea”, reflectindo assim o ambiente viquingue do jogo. LaPlegua é norueguês, e foi encorajado pelo estúdio para usar os seus conhecimentos da língua nórdica para compor as canções do jogo. LaPlegua (e Combichrist) já tinha trabalhado com a Ninja Theory em DmC: Devil May Cry.

## Lançamento
Inicialmente previsto para 2016, Hellblade: Senua's Sacrifice foi lançado em formato digital a 8 de agosto 2017 para Microsoft Windows e PlayStation 4.